# سفیدابروی تاج‌قهوه‌ای
سفیدابروی تاج‌قهوه‌ای (نام علمی: Tchagra australis) نام یک گونه از سرده سفیدابرو است.